# Čištění bioplynu
Čištění bioplynu je proces nezbytný pro jeho následné praktické využití.

## Důvody a metody čištění

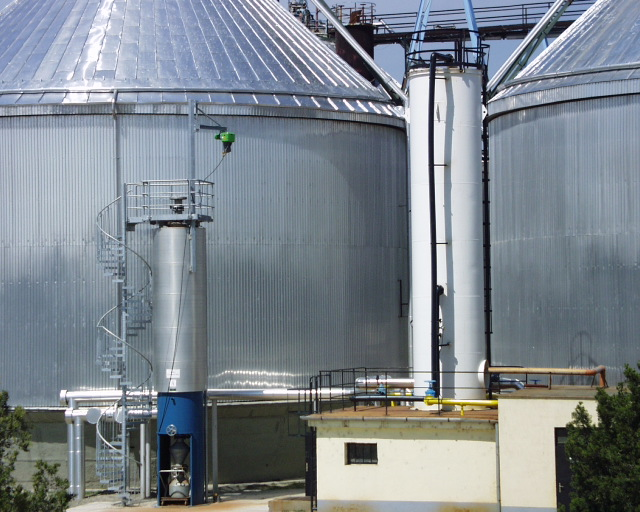
Kolony pro čištění bioplynu

Ve fermentoru je bioplyn nasycený vodní parou a znečištěný stopami plynů, jako je sulfan (H2S).
Aby se předešlo škodám na motorech, musí být bioplyn vyčištěn a snížena jeho vlhkost. Vodní pára a část sirovodíku mohou být odstraněny v kondenzační jednotce. V zemědělských bioplynových stanicích bývá množství sirovodíku v bioplynu snižováno přidáváním malého množství vzduchu do reaktoru. To umožní mikrobiální přeměnu sirovodíku na nekorozivní síru.
U jednoduchých bioplynových stanic býval dříve vzduch do reaktoru pumpován prostřednictvím akvarijních čerpadel. To však znamenalo problém s dávkováním vzduchu, takže při velké produkci bioplynu bylo přeměněno stejné množství sirovodíku jako při malé produkci. Následkem toho mohlo při malé produkci bioplynu vzniknout nebezpečí vzniku vznětlivé / výbušné směsi. Při vyšší produkci bioplynu může zase zůstat příliš mnoho sirovodíku v bioplynu, což může poškodit motor. Proto by mělo být množství vzduchu dávkováno podle aktuální produkce bioplynu.
U větších bioplynových stanic je sirovodík odstraňován buď prostřednictvím suchých metod využívajících aktivní uhlí, oxidy železa, apod. nebo mokrých metod. Suché metody jsou vhodnější pro bioplyn s nižším obsahem sirovodíku. Jde např. o metodu SULOFF. Mokré metody (např. systém ISET) jsou vhodnější spíše pro bioplyn s větším množstvím sirovodíku.
Mokré pračky mohou být např.:
- pračka s vláknitou náplní
- pračka s pohyblivým ložem
- pračka s náplní
- pračka s děrovanými patry
- sprchová věž